# Valerij Ivanovič Uskov
Valerij Ivanovič Uskov (22 aprile 1933) è un regista sovietico.

## Filmografia parziale

### Regista
- Samyj medlennyj poezd (1963)
- Taёžnyj desant (1965)